# Spring Hill (Minnesota)
Spring Hill – miasto w Stanach Zjednoczonych, w stanie Minnesota, w hrabstwie Stearns.